# Rudi Kemna
Rudi Kemna (Oldenzaal, 5 oktober 1967) is een Nederlands ploegleider en voormalig wielrenner.

## Biografie
Kemna behoorde jarenlang tot de betere amateurs van Nederland (met overwinningen in onder meer de Ronde van Overijssel en de Omloop der Kempen), maar wist net niet door te breken tot de profs, totdat de toen 31-jarige renner in 1999 prof werd bij Batavus, het latere Bankgiroloterij. Met zijn specialiteit sprinten boekte Kemna in zijn debuutjaar acht overwinningen, waaronder drie etappes in Olympia's Tour, twee in de Ster der Beloften en verrassenderwijs één in de Ronde van Nederland, in zijn eigen streek. Zo'n succesvol jaar als 1999 zou hij niet meer kennen, maar Kemna bleef etappes winnen, onder meer de Ronde van Drenthe in 2002 en 2003, de GP Midtbank in 2002 en het Nederlands kampioenschap in 2003, zijn grootste profzege. Sindsdien staat Kemna echter 'droog'. Na het stoppen van Bankgiroloterij als sponsor leek de carrière van Kemna ten einde, maar in 2005 vond hij met Shimano alsnog een ploeg, voor wat inmiddels wel zijn laatste jaar als prof is geworden. Vanaf 1 januari 2006 werkt Kemna als ploegleider voor diezelfde ploeg.
In 2013 bekende Kemna in het voorjaar van 2003 kortstondig epo te hebben gebruikt. Het dopinggebruik zou zijn geïntroduceerd door de toenmalige ploegleider Johan Capiot. Deze zou "groene zones" hebben ingevoerd. Dit systeem geeft aan wanneer renners epo mochten gebruiken in tijden van geen competitie. De consequentie van zijn bekentenis was een half jaar schorsing als ploegleider bij het World Tour team Argos-Shimano.

## Palmares
1999
- winnaar Dokkum Woudenomloop
- 3e etappe deel a Ronde van Nederland
- 2e - Dwars door Gendringen
- 3e - Ronde van Drenthe, Hoogeveen
- 4e - Ronde van Limburg, Stein (Nederland)

2001
- GP Herning

2002
- GP Herning

2003
- Nederlands kampioenschap wielrennen
- 4e etappe Ronde van Rhodos

## Resultaten in voornaamste wedstrijden
| Jaar | Gent-Wevelgem | Parijs-Brussel |
| ---- | ------------- | -------------- |
| 2002 | opgave        |                |
| 2003 | 30e           |                |
| 2004 | opgave        | 24e            |